# Vestistilus
Vestistilus (лат.) — род равнокрылых насекомых из семейства горбаток (Membracidae). Неотропика.

## Распространение
Встречаются в Южной и Северной Америке: США, Мексика, Бразилия, Колумбия, Коста-Рика, Гватемала, Панама, Перу и Уругвай, Эквадор.

## Описание
Длина тела менее 1 см. Переднеспинка с одной парой хорошо развитых надплечевых рогов, дорзум дугообразно изогнут в боковом виде. Первая дискоидальная ячейка переднего крыла четырёхугольная. Латеральные пластинки пигофера самца с одним направленным вверх изогнутым зубцом вблизи вентрального края, такой же длины, как боковые пластинки или длиннее их; стилеты редуцированы или вистигиальны; эдеагус U-образный, передний и задний рукава хорошо развиты, задний рукав длиннее переднего.

## Классификация
5 видов.
- Vestistilus affinis (Fairmaire, 1846)
- Vestistilus ancora (Ball, 1937)
- Vestistilus patruelis (Stål, 1864)
- Vestistilus testaceus (Fairmaire, 1846)
- Vestistilus vacca (Fowler, 1895)